# Livro de Cozinha da Infanta Dona Maria
O Livro de Cozinha da Infanta Dona Maria, também conhecido como O Tratado da cozinha portuguesa, do século XV, é um códice de receitas manuscrito que pertenceu à Infanta D.ª Maria de Portugal,  infanta de Portugal e duquesa-consorte de Parma e Placência, neta de D. Manuel I, a qual o terá trazido consigo, no seu enxoval, quando se casou com o Duque Alexandre Farnésio em 1565.
O códice não está datado e desconhece-se a sua autoria, crendo-se que o mesmo terá começado a ser escrito ainda durante o séc. XV. É tido como o mais antigo livro de cozinha português, por oposição à obra «Arte de Cozinha» de Domingos Rodrigues, que, por seu turno, é o primeiro tratado culinário português.

## História
A existência deste códice, que se encontra presentemente à guarda da Biblioteca Nacional de Nápoles, juntamente com mais seis manuscritos quinhentistas portugueses, só se tornou do conhecimento dos estudiosos por torno de, pelo menos, 1895, altura em que o historiador hispanista Alfonso Miola os descreveu sumariamente.
Subsequentemente, foram objecto de estudo de Achille Pellizzari, ainda durante o início do séc. XX., o qual descreveu o manuscrito, com um códice numerado a lápis e com algumas folhas em branco, encontrando-se sob o título Tratt.Di Cucina Spagna na lombada do encadernado e depois repetido numa das folhas brancas já sob a forma Trattato di Cucina Spagnuolo.
Desconhecendo-se a sua autoria e a data da sua feitura, crê-se, dada as suas características ortográficas, que o códice contém textos que, em grande parte remontam aos fins do século XV e princípios do séc. XVI.
Julga-se, em todo o caso, que a terceira receita - referente a «vinho de açúcar que se bebe no Brasil», a qual Dias Arnaut reputa como um percursor histórico da cachaça - que aparece manuscrita em cursivo na segunda folha do códice, à guisa de acrescento tardio ou interpolação posterior, poderá ser já do séc. XVII, mercê de uma alusão ao Brasil como terra já amplamente conhecida.
Em 1963, Erilde Realde recapitulou as investigações anteriores de Pellizari, acrescentando-lhes alguns pormenores e rectificando algumas falhas.
A primeira publicação completa ocorre em 1967, pela Universidade de Coimbra, pela mão dos então professores Giacinto Manuppella e Salvador Dias Arnaut.

## Composição
“O Livro de Cozinha da Infanta D. Maria de Portugal” é composto por 73 páginas, numeradas a grafite, onde constam 67 receitas, por seu turno distribuídas em quatro cadernos e mais seis receitas avulsas que, apesar de não incidirem sobre matéria culinária, incidem sobre matérias de uso doméstico.
O primeiro caderno é o Caderno dos manjares de carne com 26 receitas (numeradas da 4 à 29); o segundo, Caderno dos manjares de ovos, com 4 receitas (numeradas da 30 à 33); em seguida encontra-se o Caderno dos manjares de leite com 7 receitas (numeradas da 34 à 40); e, por último, o Caderno das cousas de conserva com 24 receitas (numeradas da 41 à 67).